# Милива
Милива је насеље у Србији у општини Деспотовац у Поморавском округу. Према попису из 2022. било је 793 становника.
Овде се налази Запис липа код школе (Милива).

## Порекло становништва
Подаци датирају из 1926. г.
Село се убраја у ред најстаријих села ове области. Некада је било више села, на месту које се данас зове Мала Милива, па је отуда, помештено ближе Ресави за време Другог Устанка. Село се дели на: Мишићску, Брђанску, Ђукићску Малу и Прњавор.
У Прњавору су:
- Јокићи (20 к., Св. Ђорђе и Ђурђевдан), староседеоци.
- Лукићи (6 к., Св. Стеван), дошли око 1730. г. са Косова.
- Бобићи (6 к., Св. Никола), доселили се из Старог Плажана од истоименог рода, даљом старином су из Бугарске.

У Мишицкој су Мали:
- Мишићи (10 к., Митровдан и Петровдан), дошли око 1730. г. са Косова.
- Скокићи (1 к., Св. Јован), дошли из Кривог Вира у Црној Реци.

У Брђанској су Мали:
- Брђани (20 к., Митровдан и Петровдан), дошли са Косова. Кажу да су са Мишићима били некада род, али су се данас скоро већ одродили, и ако се не своје женидбом или удадбом.

У Ђукицкој су Мали:
- Ђукићи (10 к., Св. Ђорђе и Ђурђевдан), дошли са Косова.
- Урошевићи (30 к., Св. Никола), староседеоци.
- Арачићи (30 к., Св. Јован и Св. Никола), дошли са Косова. Било их је и у Новом Ланишту код Јагодине. Од њих је генерал Вукоман Арачић коме се отац преселио у Ланиште.

## Демографија
У насељу Милива живи 896 пунолетних становника, а просечна старост становништва износи 46,8 година (45,1 код мушкараца и 48,5 код жена). У насељу има 347 домаћинстава, а просечан број чланова по домаћинству је 3,05.
Ово насеље је великим делом насељено Србима (према попису из 2002. године), а у последња три пописа, примећен је пад у броју становника.
|  |

| Демографија | Демографија | Демографија |
| Година      | Становника  | Становника  |
| ----------- | ----------- | ----------- |
| 1948.       | 1.418       |             |
| 1953.       | 1.499       |             |
| 1961.       | 1.651       |             |
| 1971.       | 1.531       |             |
| 1981.       | 1.537       |             |
| 1991.       | 1.421       | 1.149       |
| 2002.       | 1.059       | 1.384       |
| 2011.       | 1.073       |             |

| Етнички састав према попису из 2002.‍ | Етнички састав према попису из 2002.‍ | Етнички састав према попису из 2002.‍ | Етнички састав према попису из 2002.‍ | Етнички састав према попису из 2002.‍ |
| ------------------------------------ | ------------------------------------ | ------------------------------------ | ------------------------------------ | ------------------------------------ |
|                                      |                                      |                                      |                                      |                                      |
| Срби                                 | Срби                                 |                                      | 1.033                                | 97,54%                               |
| Роми                                 | Роми                                 |                                      | 22                                   | 2,07%                                |
| Хрвати                               | Хрвати                               |                                      | 1                                    | 0,09%                                |
| Југословени                          | Југословени                          |                                      | 1                                    | 0,09%                                |
| непознато                            | непознато                            |                                      | 2                                    | 0,18%                                |

| Година пописа     | 1948. | 1953. | 1961. | 1971. | 1981. | 1991. | 2002. |
| ----------------- | ----- | ----- | ----- | ----- | ----- | ----- | ----- |
| Број домаћинстава | 256   | 279   | 403   | 385   | 405   | 371   | 347   |

| Број чланова      | 1  | 2   | 3  | 4  | 5  | 6  | 7  | 8 | 9 | 10 и више | Просек |
| ----------------- | -- | --- | -- | -- | -- | -- | -- | - | - | --------- | ------ |
| Број домаћинстава | 72 | 105 | 53 | 38 | 29 | 34 | 13 | 1 | 2 | 0         | 3,05   |

| Пол    | Укупно | Неожењен/Неудата | Ожењен/Удата | Удовац/Удовица | Разведен/Разведена | Непознато |
| ------ | ------ | ---------------- | ------------ | -------------- | ------------------ | --------- |
| Мушки  | 446    | 86               | 320          | 31             | 9                  | 0         |
| Женски | 472    | 51               | 327          | 85             | 9                  | 0         |
| УКУПНО | 918    | 137              | 647          | 116            | 18                 | 0         |

| Пол    | Укупно                    | Пољопривреда, лов и шумарство | Рибарство                            | Вађење руде и камена | Прерађивачка индустрија       |
| ------ | ------------------------- | ----------------------------- | ------------------------------------ | -------------------- | ----------------------------- |
| Мушки  | 176                       | 46                            | 0                                    | 18                   | 17                            |
| Женски | 112                       | 59                            | 0                                    | 2                    | 2                             |
| УКУПНО | 288                       | 105                           | 0                                    | 20                   | 19                            |
| Пол    | Производња и снабдевање   | Грађевинарство                | Трговина                             | Хотели и ресторани   | Саобраћај, складиштење и везе |
| Мушки  | 13                        | 28                            | 18                                   | 2                    | 14                            |
| Женски | 1                         | 1                             | 13                                   | 1                    | 4                             |
| УКУПНО | 14                        | 29                            | 31                                   | 3                    | 18                            |
| Пол    | Финансијско посредовање   | Некретнине                    | Државна управа и одбрана             | Образовање           | Здравствени и социјални рад   |
| Мушки  | 0                         | 0                             | 6                                    | 8                    | 3                             |
| Женски | 1                         | 0                             | 5                                    | 7                    | 14                            |
| УКУПНО | 1                         | 0                             | 11                                   | 15                   | 17                            |
| Пол    | Остале услужне активности | Приватна домаћинства          | Екстериторијалне организације и тела | Непознато            | Непознато                     |
| Мушки  | 3                         | 0                             | 0                                    | 0                    | 0                             |
| Женски | 2                         | 0                             | 0                                    | 0                    | 0                             |
| УКУПНО | 5                         | 0                             | 0                                    | 0                    | 0                             |